# Hafen Traismauer
Der Hafen Traismauer ist eine Freizeitanlage nahe Traismauer an der Donau in Niederösterreich.
Der Hafen liegt zwischen den Staustufen Melk und Altenwörth und verbindet unterschiedliche Landschaften der Donau. An den Hafen angeschlossen ist um einen Naturbadesee ein Campingplatz für Dauergäste.
Im Jahre 1861 wurde bei der Mündung der Traisen in die Donau eine Anlegestelle für den Personen- und Frachtenverkehr errichtet, die aber bereits 1886 stillgelegt wurde. Erst in den Zwanzigerjahren wurde ein neuerlicher Anlauf gestartet, da die Gutschermühle einen Landungsstelle für Frachtschiffe benötigte. Diese zweite Schiffsstation blieb bis 1945 in Betrieb.
Gleichzeitig war die Stelle an der Traisenmündung stark frequentiert, da hier eine Furt in das gegenüberliegende Grafenwörth bestand, die ab 1825 auch mit einem Fährmann besetzt war, der Passagiere mittels einer Zille an das andere Ufer brachte. Ab 1905 übersetzte eine Rollfähre die Donau, die von der Stadt Traismauer betrieben wurde und bis zur Errichtung des Kraftwerkes Altenwörth im Jahr 1975 in Betrieb war.
Koordinaten: 48° 22′ 15″ N, 15° 45′ 32″ O